# Sally Bishop (1932)
Sally Bishop é um filme de drama romântico produzido no Reino Unido em 1932, dirigido por T. Hayes Hunter e com atuações de Joan Barry, Harold Huth e Isabel Jeans. É uma adaptação do romance Sally Bishop, a Romance, de E. Temple Thurston.